# Lorena Park
Lorena Park é um bairro da cidade brasileira de Goiânia, localizado na região oeste do município.
Segundo dados da Prefeitura de Goiânia, o Lorena Park faz parte do 38º subdistrito de Goiânia, chamado de João Braz. O subdistrito abrange os bairros Parque Industrial João Braz, Goiânia Viva, Solange Park, Araguaia Park, Parque Paraíso e Condomínio Anhanguera.
Segundo dados do Instituto Brasileiro de Geografia e Estatística (IBGE), divulgados pela prefeitura, no Censo 2010 a população do Lorena Park era de 1 693 pessoas.